# Chrysolina cerealis
Chrysolina cerealis är en skalbaggsart som först beskrevs av Carl von Linné 1767.  Chrysolina cerealis ingår i släktet Chrysolina, och familjen bladbaggar. Arten har ej påträffats i Sverige.

## Bildgalleri

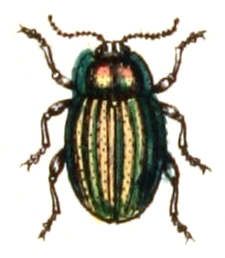